# Boa Saúde
Pour les articles homonymes, voir Saúde.
Boa Saúde (anciennement Januário Cicco) est une municipalité du Rio Grande do Norte, dans le Nordeste du Brésil,,,.